# Добрана
Добрана (рум. Dobrana) — село у повіті Горж в Румунії. Входить до складу комуни Прігорія.
Село розташоване на відстані 203 км на захід від Бухареста, 30 км на схід від Тиргу-Жіу, 81 км на північ від Крайови.

## Населення
За даними перепису населення 2002 року у селі проживала 321 особа, усі — румуни. Усі жителі села рідною мовою назвали румунську.